# Panteísmo
O panteísmo é a crença de que absolutamente tudo e todos compõem um Deus abrangente, e imanente, ou que o Universo (ou a Natureza) e Deus são idênticos. Sendo assim, os adeptos dessa posição, os panteístas, não acreditam num deus pessoal, antropomórfico ou criador. A palavra é derivada do grego pan (que significa "tudo") e theos (que significa "deus"). Embora existam divergências dentro do panteísmo, as ideias principais dizem que Deus é encontrado em todo o cosmos como uma unidade abrangente, portanto é inaceitável no panteísmo o politeísmo (adoração e crença em vários deuses), pois as divindades são tidas como aspectos diferentes do absoluto. Recorrendo ao Dicionário Priberam da Língua Portuguesa, lemos que o panteísmo só admite como Deus "o todo, a universalidade dos seres", não sendo portanto, um conteúdo em particular Deus, mas sim a totalidade deste.
O panteísmo foi popularizado na era moderna tanto como uma teologia quanto uma filosofia baseada na obra de Baruch de Espinosa, que escreveu o tratado Ética, uma resposta à teoria famosa de Descartes sobre a dualidade do corpo e do espírito. Espinosa declarou que ambos eram a mesma coisa, e este monismo terminou sendo uma qualidade fundamental da sua filosofia. Ele usava a palavra "Deus" para descrever a unidade de qualquer substância. Embora o termo "panteísmo" não tivesse sido inventado durante seu tempo de vida, hoje Espinosa é considerado como um dos mais célebres defensores da crença.

## Relação com outras doutrinas e com a ciência
De entre as doutrinas ocidentais, o panteísmo é uma das que mais se aproximam das filosofias orientais como o budismo, o jainismo, o taoismo e o hinduísmo. É também a linha filosófica que mais se aproxima da filosofia hermética do antigo Egito, onde o principal objetivo é fazer parte da conspiração Universal (ou conspiração Cósmica).

## Panteísmo e panenteísmo
No panteísmo, Deus tem tamanho igual ao universo. Já no panenteísmo, Deus está dentro do Universo, mas existe também fora dele.